# Diarrhena
Diarrhena là một chi thực vật có hoa trong họ Hòa thảo (Poaceae).

## Loài
Chi Diarrhena gồm các loài: